# Преображенская гора
Преображенская гора расположена в Ленинградской области, в 60 км к востоку от Санкт-Петербурга. Гора стоит на левом берегу реки Невы, в 4-х километрах от её истока, на противоположном берегу от крепости Шлиссельбург. Холм сложен из песка и возвышается на 33 метра.

## История
Гора известна как место сражения между русскими и шведами при завоевании Петром Великим Шлиссельбурга в 1702 году.
В годы Великой Отечественной войны на Преображенской горе велись ожесточённые бои. 7 сентября 1941 года военный гарнизон — сводная рота матросов Ладожской военной флотилии и пехотинцев численностью 160 человек окопалась на Преображенской горе. Они остановили наступление немцев на юго-западной окраине Шлиссельбурга.
До Отечественной войны на горе стоял ныне разрушенный Преображенский храм. В его окрестностях сохранилось старое гражданское кладбище Шлиссельбурга. В старой части кладбища имеются старинные могилы (в том числе с подписями на иврите). Тропинка к могиле неизвестного солдата выложена плитами с могил фашистов времён немецкой оккупации.
На территории Преображенского кладбища 15 апреля 1794 года похоронен национальный герой горцев и первый имам Северного Кавказа Шейх Мансур, взятый в плен в Анапе и умерший в Шлиссельбургской тюрьме.